# Otto Weininger
Otto Weininger (Viena, 3 d'abril de 1880 - 4 d'octubre de 1903) va ser un filòsof austríac d'origen jueu. L'any 1903, Weininger publicà la seva única i capital obra: "Sexe i Caràcter". Aquesta obra va guanyar molta popularitat després de la seva mort als 23 anys.
Otto Weininger va néixer a Viena, en el si d'una família jueva. És fill d'orfebre, Leopold Weininger. Alegre i entusiasta en la infantesa, ben aviat es va suscitar en ell un violent afany de saber. Va llegir en abundància història, filosofia, literatura, i altres camps d'estudi. La seva primera inclinació el va portar cap als estudis filològics, sembla que va arribar a dominar el grec, llatí, francès i anglès des de ben petit, més tard també espanyol, noruec i italià.
Weininger és considerat per alguns cercles acadèmics com practicant de misogínia i favorable amb l'antisemitisme. És cert que el filòsof va mantindre visions misògines, pessimistes i antisemites durant la seva vida. Una de les seves raons per suïcidar-se va ser el fet d'ésser jueu. Personalitats com Ludwig Wittgenstein i August Strindberg, però, al reconeixen com un gran geni.
En el seu llibre Sexe i caràcter, Weininger tracta de demostrar científicament que tots els éssers humans estan compostos d'una associació entre un home i una substància femenina. L'aspecte masculí seria actiu i productiu, conscient i moral / lògic; la seva contrapart femenina seria passiva, improductiva, inconscient i amoral / alògica. En aquest sentit, la dualitat "masculí / femení" és una versió de la tradicional dualitat metafísica "esperit / carn".
A l'octubre de 1903 es va suïcidar d'un tret.